# Classique de Saint-Sébastien 2000
La 20e édition de la Classique de Saint-Sébastien a eu lieu le 12 août 2000. Elle a été remportée par le Néerlandais Erik Dekker.
La course disputée sur un parcours de 232 kilomètres est l'une des manches de la Coupe du monde de cyclisme sur route 2000.

## Présentation

### Équipes
La Classique de Saint-Sébastien figure au calendrier de la Coupe du monde de cyclisme sur route 2000.
On retrouve un total de 25 équipes au départ, 22 faisant partie des GSI, la première division mondiale, et les trois dernières des GSII, la seconde division mondiale.
| Groupes sportifs I (22)- Vini Caldirola-Sidermec - Mapei-Quick Step - US Postal Service - Deutsche Telekom - ONCE-Deutsche Bank - Banesto - Kelme-Costa Blanca - Festina - Mercatone Uno-Albacom - Rabobank - Saeco-Valli & Valli - Polti - Vitalicio Seguros-Grupo Generali - Cofidis-Le Crédit par Téléphone - Lotto-Adecco - Lampre-Daikin - AG2R Prévoyance - La Française des jeux - Fassa Bortolo - Liquigas-Pata - Farm Frites - Memory Card-Jack & Jones Groupes sportifs II (3)- Euskaltel-Euskadi - Jazztel-Costa de Almeria - Colchon Relax - Fuenlabrada |
| |

## Classements

### Classement de la course
| \| Classement général \| Classement général \| Classement général \| Classement général \| Classement général \| \| Coureur \| Coureur \| Pays \| Équipe \| Temps \| \| ------------------ \| ------------------------------ \| ------------------ \| -------------------------------- \| ------------------ \| \| 1er \| Erik Dekker \| Pays-Bas \| Rabobank \| 5 h 16 min 01 s \| \| 2e \| Andreï Tchmil \| Belgique \| Lotto-Adecco \| + 4 s \| \| 3e \| Romāns Vainšteins \| Lettonie \| Vini Caldirola-Sidermec \| + 4 s \| \| 4e \| Paolo Bettini \| Italie \| Mapei-Quick Step \| + 4 s \| \| 5e \| Óscar Freire \| Espagne \| Mapei-Quick Step \| + 4 s \| \| 6e \| David Cañada \| Espagne \| ONCE-Deutsche Bank \| + 4 s \| \| 7e \| Davide Rebellin \| Italie \| Liquigas-Pata \| + 4 s \| \| 8e \| Andrei Kivilev \| Kazakhstan \| AG2R Prévoyance \| + 4 s \| \| 9e \| Miguel Ángel Martín Perdiguero \| Espagne \| Vitalicio Seguros-Grupo Generali \| + 4 s \| \| 10e \| Peter Farazijn \| Belgique \| Cofidis-Le Crédit par Téléphone \| + 4 s \| \| 11e \| Igor Pugaci \| Moldavie \| Saeco-Valli & Valli \| + 4 s \| \| 12e \| Unai Etxebarria \| Venezuela \| Euskaltel-Euskadi \| + 4 s \| \| 13e \| David Clinger \| États-Unis \| Festina \| + 4 s \| \| 14e \| Oscar Camenzind \| Suisse \| Lampre-Daikin \| + 4 s \| \| 15e \| Aitor Osa \| Espagne \| Banesto \| + 4 s \| \| 16e \| Gabriele Missaglia \| Italie \| Lampre-Daikin \| + 4 s \| \| 17e \| Marco Serpellini \| Italie \| Lampre-Daikin \| + 4 s \| \| 18e \| Peter Luttenberger \| Autriche \| ONCE-Deutsche Bank \| + 4 s \| \| 19e \| David Etxebarria \| Espagne \| ONCE-Deutsche Bank \| + 4 s \| \| 20e \| Nico Mattan \| Belgique \| Cofidis-Le Crédit par Téléphone \| + 4 s \| |                                |            |                                  |                 |
| |                                |            |                                  |                 |
| |                                |            |                                  |                 |
| Classement général |                                |            |                                  |                 |
| Coureur | Coureur                        | Pays       | Équipe                           | Temps           |
| 1er | Erik Dekker                    | Pays-Bas   | Rabobank                         | 5 h 16 min 01 s |
| 2e | Andreï Tchmil                  | Belgique   | Lotto-Adecco                     | + 4 s           |
| 3e | Romāns Vainšteins              | Lettonie   | Vini Caldirola-Sidermec          | + 4 s           |
| 4e | Paolo Bettini                  | Italie     | Mapei-Quick Step                 | + 4 s           |
| 5e | Óscar Freire                   | Espagne    | Mapei-Quick Step                 | + 4 s           |
| 6e | David Cañada                   | Espagne    | ONCE-Deutsche Bank               | + 4 s           |
| 7e | Davide Rebellin                | Italie     | Liquigas-Pata                    | + 4 s           |
| 8e | Andrei Kivilev                 | Kazakhstan | AG2R Prévoyance                  | + 4 s           |
| 9e | Miguel Ángel Martín Perdiguero | Espagne    | Vitalicio Seguros-Grupo Generali | + 4 s           |
| 10e | Peter Farazijn                 | Belgique   | Cofidis-Le Crédit par Téléphone  | + 4 s           |
| 11e | Igor Pugaci                    | Moldavie   | Saeco-Valli & Valli              | + 4 s           |
| 12e | Unai Etxebarria                | Venezuela  | Euskaltel-Euskadi                | + 4 s           |
| 13e | David Clinger                  | États-Unis | Festina                          | + 4 s           |
| 14e | Oscar Camenzind                | Suisse     | Lampre-Daikin                    | + 4 s           |
| 15e | Aitor Osa                      | Espagne    | Banesto                          | + 4 s           |
| 16e | Gabriele Missaglia             | Italie     | Lampre-Daikin                    | + 4 s           |
| 17e | Marco Serpellini               | Italie     | Lampre-Daikin                    | + 4 s           |
| 18e | Peter Luttenberger             | Autriche   | ONCE-Deutsche Bank               | + 4 s           |
| 19e | David Etxebarria               | Espagne    | ONCE-Deutsche Bank               | + 4 s           |
| 20e | Nico Mattan                    | Belgique   | Cofidis-Le Crédit par Téléphone  | + 4 s           |

### Classement UCI
La course attribue des points à la Coupe du monde de cyclisme sur route 2000 selon le barème suivant :
| Position           | 1er | 2e | 3e | 4e | 5e | 6e | 7e | 8e | 9e | 10e | 11e | 12e | 13e | 14e | 15e | 16e | 17e | 18e | 19e | 20e | 21e | 22e | 23e | 24e | 25e |
| Classement général | 100 | 70 | 50 | 40 | 36 | 32 | 28 | 24 | 20 | 16  | 15  | 14  | 13  | 12  | 11  | 10  | 9   | 8   | 7   | 6   | 5   | 4   | 3   | 2   | 1   |

## Liste des participants
| Vini Caldirola-Sidermec ___ | Vini Caldirola-Sidermec ___ | Vini Caldirola-Sidermec ___ |
| --------------------------- | --------------------------- | --------------------------- |
| Num                         | Coureur                     | Pos                         |
| 1                           | Francesco Casagrande (ITA)  |                             |
| 2                           | Romāns Vainšteins (LAT)     | 3e                          |
| 3                           | Guido Trentin (ITA)         |                             |
| 4                           | Massimo Donati (ITA)        |                             |
| 5                           | Mauro Gianetti (SUI)        |                             |
| 6                           | Roberto Conti (ITA)         |                             |
| 7                           | Matthew White (AUS)         |                             |
| 8                           | Sandro Giacomelli (ITA)     |                             |

| Mapei-Quick Step MAP | Mapei-Quick Step MAP    | Mapei-Quick Step MAP |
| -------------------- | ----------------------- | -------------------- |
| Num                  | Coureur                 | Pos                  |
| 11                   | Óscar Freire (ESP)      | 5e                   |
| 12                   | Michele Bartoli (ITA)   |                      |
| 13                   | Paolo Lanfranchi (ITA)  |                      |
| 14                   | Paolo Bettini (ITA)     | 4e                   |
| 15                   | Luca Scinto (ITA)       |                      |
| 16                   | Gianni Faresin (ITA)    |                      |
| 17                   | Giuliano Figueras (ITA) |                      |
| 18                   | Manuel Beltrán (ESP)    |                      |

| US Postal Service USP | US Postal Service USP    | US Postal Service USP |
| --------------------- | ------------------------ | --------------------- |
| Num                   | Coureur                  | Pos                   |
| 21                    | Lance Armstrong (USA)    |                       |
| 22                    | George Hincapie (USA)    |                       |
| 23                    | Tyler Hamilton (USA)     |                       |
| 24                    | Viatcheslav Ekimov (RUS) |                       |
| 25                    | Kevin Livingston (USA)   |                       |
| 26                    | Cédric Vasseur (FRA)     |                       |
| 27                    | Frankie Andreu (USA)     |                       |
| 28                    | Steffen Kjærgaard (NOR)  |                       |

| Deutsche Telekom TEL | Deutsche Telekom TEL    | Deutsche Telekom TEL |
| -------------------- | ----------------------- | -------------------- |
| Num                  | Coureur                 | Pos                  |
| 31                   | Kai Hundertmarck (GER)  |                      |
| 32                   | Erik Zabel (GER)        |                      |
| 33                   | Udo Bölts (GER)         |                      |
| 34                   | Alberto Elli (ITA)      |                      |
| 35                   | Matthias Kessler (GER)  |                      |
| 36                   | Georg Totschnig (AUT)   |                      |
| 37                   | Jörg Jaksche (GER)      |                      |
| 38                   | Giovanni Lombardi (ITA) |                      |

| ONCE-Deutsche Bank ONC | ONCE-Deutsche Bank ONC    | ONCE-Deutsche Bank ONC |
| ---------------------- | ------------------------- | ---------------------- |
| Num                    | Coureur                   | Pos                    |
| 41                     | Peter Luttenberger (AUT)  | 18e                    |
| 42                     | Abraham Olano (ESP)       |                        |
| 43                     | José Iván Gutiérrez (ESP) |                        |
| 44                     | David Etxebarria (ESP)    | 19e                    |
| 45                     | David Cañada (ESP)        | 6e                     |
| 46                     | Íñigo Cuesta (ESP)        |                        |
| 47                     | Mikel Zarrabeitia (ESP)   |                        |
| 48                     | Isidro Nozal (ESP)        |                        |

| Banesto BAN | Banesto BAN                      | Banesto BAN |
| ----------- | -------------------------------- | ----------- |
| Num         | Coureur                          | Pos         |
| 51          | Leonardo Piepoli (ITA)           |             |
| 52          | Francisco Mancebo (ESP)          |             |
| 53          | José Vicente García Acosta (ESP) |             |
| 54          | José Luis Arrieta (ESP)          |             |
| 55          | Eladio Jiménez (ESP)             |             |
| 56          | Jon Odriozola (ESP)              |             |
| 57          | Unai Osa (ESP)                   |             |
| 58          | Aitor Osa (ESP)                  | 15e         |

| Kelme-Costa Blanca KEL | Kelme-Costa Blanca KEL        | Kelme-Costa Blanca KEL |
| ---------------------- | ----------------------------- | ---------------------- |
| Num                    | Coureur                       | Pos                    |
| 61                     | José Enrique Gutiérrez (ESP)  |                        |
| 62                     | José Luis Rubiera (ESP)       |                        |
| 63                     | Óscar Sevilla (ESP)           |                        |
| 64                     | Francisco Cabello (ESP)       |                        |
| 65                     | Ricardo Otxoa (ESP)           |                        |
| 66                     | Félix Cárdenas (COL)          |                        |
| 67                     | Javier Pascual Llorente (ESP) |                        |
| 68                     | José Castelblanco (COL)       |                        |

| Festina FES | Festina FES              | Festina FES |
| ----------- | ------------------------ | ----------- |
| Num         | Coureur                  | Pos         |
| 71          | Joseba Beloki (ESP)      |             |
| 72          | Ángel Casero (ESP)       |             |
| 73          | Rafael Casero (ESP)      |             |
| 74          | Iban Sastre (ESP)        |             |
| 75          | Giuseppe Di Grande (ITA) |             |
| 76          | Félix García Casas (ESP) |             |
| 77          | David Clinger (USA)      | 13e         |
| 78          | Jaime Hernández (ESP)    |             |

| Mercatone Uno-Albacom ___ | Mercatone Uno-Albacom ___ | Mercatone Uno-Albacom ___ |
| ------------------------- | ------------------------- | ------------------------- |
| Num                       | Coureur                   | Pos                       |
| 81                        | Massimo Cigana (ITA)      |                           |
| 82                        | Stefano Garzelli (ITA)    |                           |
| 83                        | Marco Velo (ITA)          |                           |
| 84                        | Massimo Podenzana (ITA)   |                           |
| 85                        | Igor Astarloa (ESP)       |                           |
| 86                        | Daniele De Paoli (ITA)    |                           |
| 87                        | Oscar Mason (ITA)         |                           |
| 88                        | Marcello Siboni (ITA)     |                           |

| Rabobank RAB | Rabobank RAB             | Rabobank RAB |
| ------------ | ------------------------ | ------------ |
| Num          | Coureur                  | Pos          |
| 91           | Michael Boogerd (NED)    |              |
| 92           | Léon van Bon (NED)       |              |
| 93           | Erik Dekker (NED)        | 1er          |
| 94           | Maarten den Bakker (NED) |              |
| 95           | Marc Lotz (NED)          |              |
| 96           | Marc Wauters (BEL)       |              |
| 97           | Bram de Groot (NED)      |              |
| 98           | Markus Zberg (SUI)       |              |

| Saeco-Valli & Valli SAE | Saeco-Valli & Valli SAE   | Saeco-Valli & Valli SAE |
| ----------------------- | ------------------------- | ----------------------- |
| Num                     | Coureur                   | Pos                     |
| 101                     | Laurent Dufaux (SUI)      |                         |
| 102                     | Paolo Savoldelli (ITA)    |                         |
| 103                     | Salvatore Commesso (ITA)  |                         |
| 104                     | Massimiliano Mori (ITA)   |                         |
| 105                     | Daniel Atienza (ESP)      |                         |
| 106                     | Armin Meier (SUI)         |                         |
| 107                     | Igor Pugaci (MDA)         | 11e                     |
| 108                     | Francesco Secchiari (ITA) |                         |

| Polti PLT | Polti PLT               | Polti PLT |
| --------- | ----------------------- | --------- |
| Num       | Coureur                 | Pos       |
| 111       | Rafael Mateos (ESP)     |           |
| 112       | Richard Virenque (FRA)  |           |
| 113       | Pascal Hervé (FRA)      |           |
| 115       | Mirko Crepaldi (ITA)    |           |
| 116       | Oscar Pelliccioli (ITA) |           |
| 117       | José Manuel Uría (ESP)  |           |
| 118       | Daniel Clavero (ESP)    |           |

| Vitalicio Seguros-Grupo Generali VIT | Vitalicio Seguros-Grupo Generali VIT | Vitalicio Seguros-Grupo Generali VIT |
| ------------------------------------ | ------------------------------------ | ------------------------------------ |
| Num                                  | Coureur                              | Pos                                  |
| 121                                  | Igor González de Galdeano (ESP)      |                                      |
| 122                                  | Álvaro González de Galdeano (ESP)    |                                      |
| 123                                  | Elio Aggiano (ITA)                   |                                      |
| 124                                  | Jan Hruška (CZE)                     |                                      |
| 125                                  | Pedro Horrillo (ESP)                 |                                      |
| 126                                  | Santiago Blanco (ESP)                |                                      |
| 127                                  | Miguel Ángel Martín Perdiguero (ESP) | 9e                                   |
| 128                                  | Juan Carlos Vicario (ESP)            |                                      |

| Cofidis-Le Crédit par Téléphone COF | Cofidis-Le Crédit par Téléphone COF | Cofidis-Le Crédit par Téléphone COF |
| ----------------------------------- | ----------------------------------- | ----------------------------------- |
| Num                                 | Coureur                             | Pos                                 |
| 131                                 | Jo Planckaert (BEL)                 |                                     |
| 132                                 | Massimiliano Lelli (ITA)            |                                     |
| 133                                 | David Millar (GBR)                  |                                     |
| 134                                 | Chris Peers (BEL)                   |                                     |
| 135                                 | Peter Farazijn (BEL)                | 10e                                 |
| 137                                 | Nico Mattan (BEL)                   | 20e                                 |
| 138                                 | Roland Meier (SUI)                  |                                     |

| Lotto-Adecco LOT | Lotto-Adecco LOT          | Lotto-Adecco LOT |
| ---------------- | ------------------------- | ---------------- |
| Num              | Coureur                   | Pos              |
| 141              | Andreï Tchmil (BEL)       | 2e               |
| 142              | Mario Aerts (BEL)         |                  |
| 143              | Serge Baguet (BEL)        |                  |
| 144              | Geert Verheyen (BEL)      |                  |
| 145              | Rik Verbrugghe (BEL)      |                  |
| 146              | Glenn D'Hollander (BEL)   |                  |
| 147              | Kurt Van de Wouwer (BEL)  |                  |
| 148              | Sébastien Demarbaix (BEL) |                  |

| Lampre-Daikin LAM | Lampre-Daikin LAM        | Lampre-Daikin LAM |
| ----------------- | ------------------------ | ----------------- |
| Num               | Coureur                  | Pos               |
| 151               | Oscar Camenzind (SUI)    | 14e               |
| 152               | Gilberto Simoni (ITA)    |                   |
| 153               | Marco Serpellini (ITA)   | 17e               |
| 154               | Gabriele Missaglia (ITA) | 16e               |
| 155               | Mariano Piccoli (ITA)    |                   |
| 156               | Sergio Barbero (ITA)     |                   |
| 157               | Massimo Codol (ITA)      |                   |
| 158               | Juan Manuel Gárate (ESP) |                   |

| AG2R Prévoyance A2R | AG2R Prévoyance A2R        | AG2R Prévoyance A2R |
| ------------------- | -------------------------- | ------------------- |
| Num                 | Coureur                    | Pos                 |
| 161                 | Andrei Kivilev (KAZ)       | 8e                  |
| 162                 | Benoît Salmon (FRA)        |                     |
| 163                 | Christophe Agnolutto (FRA) |                     |
| 164                 | David Delrieu (FRA)        |                     |
| 167                 | Pascal Chanteur (FRA)      |                     |
| 168                 | Gilles Maignan (FRA)       |                     |

| La Française des jeux FDJ | La Française des jeux FDJ  | La Française des jeux FDJ |
| ------------------------- | -------------------------- | ------------------------- |
| Num                       | Coureur                    | Pos                       |
| 171                       | Fabrizio Guidi (ITA)       |                           |
| 172                       | Grzegorz Gwiazdowski (POL) |                           |
| 173                       | Stéphane Heulot (FRA)      |                           |
| 174                       | Xavier Jan (FRA)           |                           |
| 175                       | Yvon Ledanois (FRA)        |                           |
| 176                       | Daniel Schnider (SUI)      |                           |
| 177                       | Cyril Saugrain (FRA)       |                           |
| 178                       | Christophe Mengin (FRA)    |                           |

| Fassa Bortolo FAS | Fassa Bortolo FAS      | Fassa Bortolo FAS |
| ----------------- | ---------------------- | ----------------- |
| Num               | Coureur                | Pos               |
| 181               | Wladimir Belli (ITA)   |                   |
| 182               | Dimitri Konyshev (RUS) |                   |
| 183               | Dario Frigo (ITA)      |                   |
| 184               | Volodymyr Gustov (UKR) |                   |
| 185               | Marco Fincato (ITA)    |                   |
| 186               | Andrea Peron (ITA)     |                   |
| 187               | Raimondas Rumšas (LTU) |                   |
| 188               | Paolo Tiralongo (ITA)  |                   |

| Liquigas-Pata ___ | Liquigas-Pata ___            | Liquigas-Pata ___ |
| ----------------- | ---------------------------- | ----------------- |
| Num               | Coureur                      | Pos               |
| 191               | Davide Rebellin (ITA)        | 7e                |
| 192               | Serhiy Honchar (UKR)         |                   |
| 193               | Stefano Cattai (ITA)         |                   |
| 194               | Cristiano Frattini (ITA)     |                   |
| 195               | Cristian Moreni (ITA)        |                   |
| 196               | Ellis Rastelli (ITA)         |                   |
| 197               | Alessandro Spezialetti (ITA) |                   |
| 198               | Andrei Teteriouk (KAZ)       |                   |

| Farm Frites FAR | Farm Frites FAR          | Farm Frites FAR |
| --------------- | ------------------------ | --------------- |
| Num             | Coureur                  | Pos             |
| 201             | Miguel Van Kessel (NED)  |                 |
| 202             | Pieter Vries (NED)       |                 |
| 203             | Peter Van Petegem (BEL)  |                 |
| 204             | Wim Vansevenant (BEL)    |                 |
| 205             | Guennadi Mikhailov (RUS) |                 |
| 206             | Koos Moerenhout (NED)    |                 |
| 207             | Andreas Klier (GER)      |                 |
| 208             | Geert Van Bondt (BEL)    |                 |

| Memory Card-Jack & Jones MCJ | Memory Card-Jack & Jones MCJ | Memory Card-Jack & Jones MCJ |
| ---------------------------- | ---------------------------- | ---------------------------- |
| Num                          | Coureur                      | Pos                          |
| 211                          | Bo Hamburger (DEN)           |                              |
| 212                          | Martin Rittsel (SWE)         |                              |
| 213                          | Nicolaj Bo Larsen (DEN)      |                              |
| 214                          | Jakob Piil (DEN)             |                              |
| 215                          | Michael Blaudzun (DEN)       |                              |
| 216                          | Allan Johansen (DEN)         |                              |
| 217                          | René Jørgensen (DEN)         |                              |
| 218                          | Mikael Kyneb (DEN)           |                              |

| Euskaltel-Euskadi EUS | Euskaltel-Euskadi EUS         | Euskaltel-Euskadi EUS |
| --------------------- | ----------------------------- | --------------------- |
| Num                   | Coureur                       | Pos                   |
| 221                   | Haimar Zubeldia (ESP)         |                       |
| 222                   | Txema del Olmo (ESP)          |                       |
| 223                   | Unai Etxebarria (VEN)         | 12e                   |
| 224                   | Ramón González Arrieta (ESP)  |                       |
| 225                   | Gorka Gerrikagoitia (ESP)     |                       |
| 226                   | Roberto Laiseka (ESP)         |                       |
| 227                   | Alberto López de Munain (ESP) |                       |
| 228                   | José Alberto Martínez (ESP)   |                       |

| Jazztel-Costa de Almeria JAZ | Jazztel-Costa de Almeria JAZ      | Jazztel-Costa de Almeria JAZ |
| ---------------------------- | --------------------------------- | ---------------------------- |
| Num                          | Coureur                           | Pos                          |
| 231                          | Fabio Roscioli (ITA)              |                              |
| 232                          | Mario Traversoni (ITA)            |                              |
| 233                          | Carlos Ramon Golbano García (ESP) |                              |
| 234                          | Eleuterio Anguita (ESP)           |                              |
| 235                          | Ginés Salmerón (ESP)              |                              |
| 236                          | Antonio Colom (ESP)               |                              |
| 237                          | Carlos Torrent (ESP)              |                              |
| 238                          | Ricardo Valdés (ESP)              |                              |

| Colchon Relax - Fuenlabrada ___ | Colchon Relax - Fuenlabrada ___ | Colchon Relax - Fuenlabrada ___ |
| ------------------------------- | ------------------------------- | ------------------------------- |
| Num                             | Coureur                         | Pos                             |
| 241                             | Imanol Ayestarán (ESP)          |                                 |
| 242                             | Pedro Díaz Lobato (ESP)         |                                 |
| 243                             | Nacor Burgos (ESP)              |                                 |
| 244                             | Eduardo Hernández Bailo (ESP)   |                                 |
| 245                             | Juan Antonio Flecha (ESP)       |                                 |
| 246                             | Hernán Darío Muñoz (COL)        |                                 |
| 247                             | José Manuel Vázquez (ESP)       |                                 |
| 248                             | Andrés Bermejo (ESP)            |                                 |

| Vini Caldirola-Sidermec ___ | Vini Caldirola-Sidermec ___ | Vini Caldirola-Sidermec ___ |
| --------------------------- | --------------------------- | --------------------------- |
| Num                         | Coureur                     | Pos                         |
| 1                           | Francesco Casagrande (ITA)  |                             |
| 2                           | Romāns Vainšteins (LAT)     | 3e                          |
| 3                           | Guido Trentin (ITA)         |                             |
| 4                           | Massimo Donati (ITA)        |                             |
| 5                           | Mauro Gianetti (SUI)        |                             |
| 6                           | Roberto Conti (ITA)         |                             |
| 7                           | Matthew White (AUS)         |                             |
| 8                           | Sandro Giacomelli (ITA)     |                             |

| Mapei-Quick Step MAP | Mapei-Quick Step MAP    | Mapei-Quick Step MAP |
| -------------------- | ----------------------- | -------------------- |
| Num                  | Coureur                 | Pos                  |
| 11                   | Óscar Freire (ESP)      | 5e                   |
| 12                   | Michele Bartoli (ITA)   |                      |
| 13                   | Paolo Lanfranchi (ITA)  |                      |
| 14                   | Paolo Bettini (ITA)     | 4e                   |
| 15                   | Luca Scinto (ITA)       |                      |
| 16                   | Gianni Faresin (ITA)    |                      |
| 17                   | Giuliano Figueras (ITA) |                      |
| 18                   | Manuel Beltrán (ESP)    |                      |

| US Postal Service USP | US Postal Service USP    | US Postal Service USP |
| --------------------- | ------------------------ | --------------------- |
| Num                   | Coureur                  | Pos                   |
| 21                    | Lance Armstrong (USA)    |                       |
| 22                    | George Hincapie (USA)    |                       |
| 23                    | Tyler Hamilton (USA)     |                       |
| 24                    | Viatcheslav Ekimov (RUS) |                       |
| 25                    | Kevin Livingston (USA)   |                       |
| 26                    | Cédric Vasseur (FRA)     |                       |
| 27                    | Frankie Andreu (USA)     |                       |
| 28                    | Steffen Kjærgaard (NOR)  |                       |

| Deutsche Telekom TEL | Deutsche Telekom TEL    | Deutsche Telekom TEL |
| -------------------- | ----------------------- | -------------------- |
| Num                  | Coureur                 | Pos                  |
| 31                   | Kai Hundertmarck (GER)  |                      |
| 32                   | Erik Zabel (GER)        |                      |
| 33                   | Udo Bölts (GER)         |                      |
| 34                   | Alberto Elli (ITA)      |                      |
| 35                   | Matthias Kessler (GER)  |                      |
| 36                   | Georg Totschnig (AUT)   |                      |
| 37                   | Jörg Jaksche (GER)      |                      |
| 38                   | Giovanni Lombardi (ITA) |                      |

| ONCE-Deutsche Bank ONC | ONCE-Deutsche Bank ONC    | ONCE-Deutsche Bank ONC |
| ---------------------- | ------------------------- | ---------------------- |
| Num                    | Coureur                   | Pos                    |
| 41                     | Peter Luttenberger (AUT)  | 18e                    |
| 42                     | Abraham Olano (ESP)       |                        |
| 43                     | José Iván Gutiérrez (ESP) |                        |
| 44                     | David Etxebarria (ESP)    | 19e                    |
| 45                     | David Cañada (ESP)        | 6e                     |
| 46                     | Íñigo Cuesta (ESP)        |                        |
| 47                     | Mikel Zarrabeitia (ESP)   |                        |
| 48                     | Isidro Nozal (ESP)        |                        |

| Banesto BAN | Banesto BAN                      | Banesto BAN |
| ----------- | -------------------------------- | ----------- |
| Num         | Coureur                          | Pos         |
| 51          | Leonardo Piepoli (ITA)           |             |
| 52          | Francisco Mancebo (ESP)          |             |
| 53          | José Vicente García Acosta (ESP) |             |
| 54          | José Luis Arrieta (ESP)          |             |
| 55          | Eladio Jiménez (ESP)             |             |
| 56          | Jon Odriozola (ESP)              |             |
| 57          | Unai Osa (ESP)                   |             |
| 58          | Aitor Osa (ESP)                  | 15e         |

| Kelme-Costa Blanca KEL | Kelme-Costa Blanca KEL        | Kelme-Costa Blanca KEL |
| ---------------------- | ----------------------------- | ---------------------- |
| Num                    | Coureur                       | Pos                    |
| 61                     | José Enrique Gutiérrez (ESP)  |                        |
| 62                     | José Luis Rubiera (ESP)       |                        |
| 63                     | Óscar Sevilla (ESP)           |                        |
| 64                     | Francisco Cabello (ESP)       |                        |
| 65                     | Ricardo Otxoa (ESP)           |                        |
| 66                     | Félix Cárdenas (COL)          |                        |
| 67                     | Javier Pascual Llorente (ESP) |                        |
| 68                     | José Castelblanco (COL)       |                        |

| Festina FES | Festina FES              | Festina FES |
| ----------- | ------------------------ | ----------- |
| Num         | Coureur                  | Pos         |
| 71          | Joseba Beloki (ESP)      |             |
| 72          | Ángel Casero (ESP)       |             |
| 73          | Rafael Casero (ESP)      |             |
| 74          | Iban Sastre (ESP)        |             |
| 75          | Giuseppe Di Grande (ITA) |             |
| 76          | Félix García Casas (ESP) |             |
| 77          | David Clinger (USA)      | 13e         |
| 78          | Jaime Hernández (ESP)    |             |

| Mercatone Uno-Albacom ___ | Mercatone Uno-Albacom ___ | Mercatone Uno-Albacom ___ |
| ------------------------- | ------------------------- | ------------------------- |
| Num                       | Coureur                   | Pos                       |
| 81                        | Massimo Cigana (ITA)      |                           |
| 82                        | Stefano Garzelli (ITA)    |                           |
| 83                        | Marco Velo (ITA)          |                           |
| 84                        | Massimo Podenzana (ITA)   |                           |
| 85                        | Igor Astarloa (ESP)       |                           |
| 86                        | Daniele De Paoli (ITA)    |                           |
| 87                        | Oscar Mason (ITA)         |                           |
| 88                        | Marcello Siboni (ITA)     |                           |

| Rabobank RAB | Rabobank RAB             | Rabobank RAB |
| ------------ | ------------------------ | ------------ |
| Num          | Coureur                  | Pos          |
| 91           | Michael Boogerd (NED)    |              |
| 92           | Léon van Bon (NED)       |              |
| 93           | Erik Dekker (NED)        | 1er          |
| 94           | Maarten den Bakker (NED) |              |
| 95           | Marc Lotz (NED)          |              |
| 96           | Marc Wauters (BEL)       |              |
| 97           | Bram de Groot (NED)      |              |
| 98           | Markus Zberg (SUI)       |              |

| Saeco-Valli & Valli SAE | Saeco-Valli & Valli SAE   | Saeco-Valli & Valli SAE |
| ----------------------- | ------------------------- | ----------------------- |
| Num                     | Coureur                   | Pos                     |
| 101                     | Laurent Dufaux (SUI)      |                         |
| 102                     | Paolo Savoldelli (ITA)    |                         |
| 103                     | Salvatore Commesso (ITA)  |                         |
| 104                     | Massimiliano Mori (ITA)   |                         |
| 105                     | Daniel Atienza (ESP)      |                         |
| 106                     | Armin Meier (SUI)         |                         |
| 107                     | Igor Pugaci (MDA)         | 11e                     |
| 108                     | Francesco Secchiari (ITA) |                         |

| Polti PLT | Polti PLT               | Polti PLT |
| --------- | ----------------------- | --------- |
| Num       | Coureur                 | Pos       |
| 111       | Rafael Mateos (ESP)     |           |
| 112       | Richard Virenque (FRA)  |           |
| 113       | Pascal Hervé (FRA)      |           |
| 115       | Mirko Crepaldi (ITA)    |           |
| 116       | Oscar Pelliccioli (ITA) |           |
| 117       | José Manuel Uría (ESP)  |           |
| 118       | Daniel Clavero (ESP)    |           |

| Vitalicio Seguros-Grupo Generali VIT | Vitalicio Seguros-Grupo Generali VIT | Vitalicio Seguros-Grupo Generali VIT |
| ------------------------------------ | ------------------------------------ | ------------------------------------ |
| Num                                  | Coureur                              | Pos                                  |
| 121                                  | Igor González de Galdeano (ESP)      |                                      |
| 122                                  | Álvaro González de Galdeano (ESP)    |                                      |
| 123                                  | Elio Aggiano (ITA)                   |                                      |
| 124                                  | Jan Hruška (CZE)                     |                                      |
| 125                                  | Pedro Horrillo (ESP)                 |                                      |
| 126                                  | Santiago Blanco (ESP)                |                                      |
| 127                                  | Miguel Ángel Martín Perdiguero (ESP) | 9e                                   |
| 128                                  | Juan Carlos Vicario (ESP)            |                                      |

| Cofidis-Le Crédit par Téléphone COF | Cofidis-Le Crédit par Téléphone COF | Cofidis-Le Crédit par Téléphone COF |
| ----------------------------------- | ----------------------------------- | ----------------------------------- |
| Num                                 | Coureur                             | Pos                                 |
| 131                                 | Jo Planckaert (BEL)                 |                                     |
| 132                                 | Massimiliano Lelli (ITA)            |                                     |
| 133                                 | David Millar (GBR)                  |                                     |
| 134                                 | Chris Peers (BEL)                   |                                     |
| 135                                 | Peter Farazijn (BEL)                | 10e                                 |
| 137                                 | Nico Mattan (BEL)                   | 20e                                 |
| 138                                 | Roland Meier (SUI)                  |                                     |

| Lotto-Adecco LOT | Lotto-Adecco LOT          | Lotto-Adecco LOT |
| ---------------- | ------------------------- | ---------------- |
| Num              | Coureur                   | Pos              |
| 141              | Andreï Tchmil (BEL)       | 2e               |
| 142              | Mario Aerts (BEL)         |                  |
| 143              | Serge Baguet (BEL)        |                  |
| 144              | Geert Verheyen (BEL)      |                  |
| 145              | Rik Verbrugghe (BEL)      |                  |
| 146              | Glenn D'Hollander (BEL)   |                  |
| 147              | Kurt Van de Wouwer (BEL)  |                  |
| 148              | Sébastien Demarbaix (BEL) |                  |

| Lampre-Daikin LAM | Lampre-Daikin LAM        | Lampre-Daikin LAM |
| ----------------- | ------------------------ | ----------------- |
| Num               | Coureur                  | Pos               |
| 151               | Oscar Camenzind (SUI)    | 14e               |
| 152               | Gilberto Simoni (ITA)    |                   |
| 153               | Marco Serpellini (ITA)   | 17e               |
| 154               | Gabriele Missaglia (ITA) | 16e               |
| 155               | Mariano Piccoli (ITA)    |                   |
| 156               | Sergio Barbero (ITA)     |                   |
| 157               | Massimo Codol (ITA)      |                   |
| 158               | Juan Manuel Gárate (ESP) |                   |

| AG2R Prévoyance A2R | AG2R Prévoyance A2R        | AG2R Prévoyance A2R |
| ------------------- | -------------------------- | ------------------- |
| Num                 | Coureur                    | Pos                 |
| 161                 | Andrei Kivilev (KAZ)       | 8e                  |
| 162                 | Benoît Salmon (FRA)        |                     |
| 163                 | Christophe Agnolutto (FRA) |                     |
| 164                 | David Delrieu (FRA)        |                     |
| 167                 | Pascal Chanteur (FRA)      |                     |
| 168                 | Gilles Maignan (FRA)       |                     |

| La Française des jeux FDJ | La Française des jeux FDJ  | La Française des jeux FDJ |
| ------------------------- | -------------------------- | ------------------------- |
| Num                       | Coureur                    | Pos                       |
| 171                       | Fabrizio Guidi (ITA)       |                           |
| 172                       | Grzegorz Gwiazdowski (POL) |                           |
| 173                       | Stéphane Heulot (FRA)      |                           |
| 174                       | Xavier Jan (FRA)           |                           |
| 175                       | Yvon Ledanois (FRA)        |                           |
| 176                       | Daniel Schnider (SUI)      |                           |
| 177                       | Cyril Saugrain (FRA)       |                           |
| 178                       | Christophe Mengin (FRA)    |                           |

| Fassa Bortolo FAS | Fassa Bortolo FAS      | Fassa Bortolo FAS |
| ----------------- | ---------------------- | ----------------- |
| Num               | Coureur                | Pos               |
| 181               | Wladimir Belli (ITA)   |                   |
| 182               | Dimitri Konyshev (RUS) |                   |
| 183               | Dario Frigo (ITA)      |                   |
| 184               | Volodymyr Gustov (UKR) |                   |
| 185               | Marco Fincato (ITA)    |                   |
| 186               | Andrea Peron (ITA)     |                   |
| 187               | Raimondas Rumšas (LTU) |                   |
| 188               | Paolo Tiralongo (ITA)  |                   |

| Liquigas-Pata ___ | Liquigas-Pata ___            | Liquigas-Pata ___ |
| ----------------- | ---------------------------- | ----------------- |
| Num               | Coureur                      | Pos               |
| 191               | Davide Rebellin (ITA)        | 7e                |
| 192               | Serhiy Honchar (UKR)         |                   |
| 193               | Stefano Cattai (ITA)         |                   |
| 194               | Cristiano Frattini (ITA)     |                   |
| 195               | Cristian Moreni (ITA)        |                   |
| 196               | Ellis Rastelli (ITA)         |                   |
| 197               | Alessandro Spezialetti (ITA) |                   |
| 198               | Andrei Teteriouk (KAZ)       |                   |

| Farm Frites FAR | Farm Frites FAR          | Farm Frites FAR |
| --------------- | ------------------------ | --------------- |
| Num             | Coureur                  | Pos             |
| 201             | Miguel Van Kessel (NED)  |                 |
| 202             | Pieter Vries (NED)       |                 |
| 203             | Peter Van Petegem (BEL)  |                 |
| 204             | Wim Vansevenant (BEL)    |                 |
| 205             | Guennadi Mikhailov (RUS) |                 |
| 206             | Koos Moerenhout (NED)    |                 |
| 207             | Andreas Klier (GER)      |                 |
| 208             | Geert Van Bondt (BEL)    |                 |

| Memory Card-Jack & Jones MCJ | Memory Card-Jack & Jones MCJ | Memory Card-Jack & Jones MCJ |
| ---------------------------- | ---------------------------- | ---------------------------- |
| Num                          | Coureur                      | Pos                          |
| 211                          | Bo Hamburger (DEN)           |                              |
| 212                          | Martin Rittsel (SWE)         |                              |
| 213                          | Nicolaj Bo Larsen (DEN)      |                              |
| 214                          | Jakob Piil (DEN)             |                              |
| 215                          | Michael Blaudzun (DEN)       |                              |
| 216                          | Allan Johansen (DEN)         |                              |
| 217                          | René Jørgensen (DEN)         |                              |
| 218                          | Mikael Kyneb (DEN)           |                              |

| Euskaltel-Euskadi EUS | Euskaltel-Euskadi EUS         | Euskaltel-Euskadi EUS |
| --------------------- | ----------------------------- | --------------------- |
| Num                   | Coureur                       | Pos                   |
| 221                   | Haimar Zubeldia (ESP)         |                       |
| 222                   | Txema del Olmo (ESP)          |                       |
| 223                   | Unai Etxebarria (VEN)         | 12e                   |
| 224                   | Ramón González Arrieta (ESP)  |                       |
| 225                   | Gorka Gerrikagoitia (ESP)     |                       |
| 226                   | Roberto Laiseka (ESP)         |                       |
| 227                   | Alberto López de Munain (ESP) |                       |
| 228                   | José Alberto Martínez (ESP)   |                       |

| Jazztel-Costa de Almeria JAZ | Jazztel-Costa de Almeria JAZ      | Jazztel-Costa de Almeria JAZ |
| ---------------------------- | --------------------------------- | ---------------------------- |
| Num                          | Coureur                           | Pos                          |
| 231                          | Fabio Roscioli (ITA)              |                              |
| 232                          | Mario Traversoni (ITA)            |                              |
| 233                          | Carlos Ramon Golbano García (ESP) |                              |
| 234                          | Eleuterio Anguita (ESP)           |                              |
| 235                          | Ginés Salmerón (ESP)              |                              |
| 236                          | Antonio Colom (ESP)               |                              |
| 237                          | Carlos Torrent (ESP)              |                              |
| 238                          | Ricardo Valdés (ESP)              |                              |

| Colchon Relax - Fuenlabrada ___ | Colchon Relax - Fuenlabrada ___ | Colchon Relax - Fuenlabrada ___ |
| ------------------------------- | ------------------------------- | ------------------------------- |
| Num                             | Coureur                         | Pos                             |
| 241                             | Imanol Ayestarán (ESP)          |                                 |
| 242                             | Pedro Díaz Lobato (ESP)         |                                 |
| 243                             | Nacor Burgos (ESP)              |                                 |
| 244                             | Eduardo Hernández Bailo (ESP)   |                                 |
| 245                             | Juan Antonio Flecha (ESP)       |                                 |
| 246                             | Hernán Darío Muñoz (COL)        |                                 |
| 247                             | José Manuel Vázquez (ESP)       |                                 |
| 248                             | Andrés Bermejo (ESP)            |                                 |